# László Kiss
László Kiss (nascut 12 de març de 1956) és un exfutbolista i entrenador de futbol hongarès.